# Lucio Parrillo

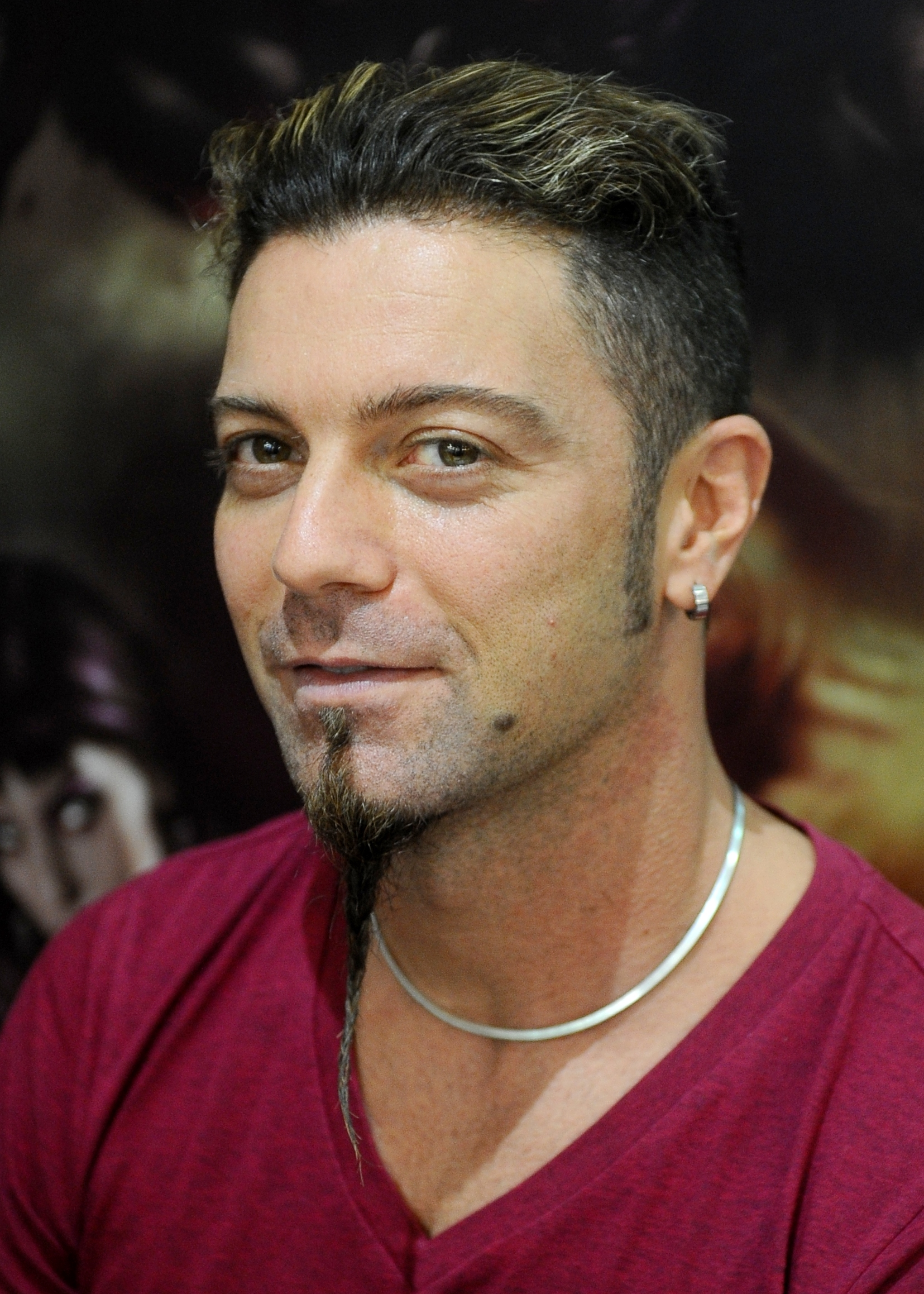
Lucio Parrillo a Lucca Comics & Games 2014

Lucio Parrillo (Catanzaro, 30 gennaio 1974) è un artista italiano, noto per fumetti, copertine di manuali di giochi di ruolo e carte di Magic: The Gathering.

## Carriera
Parrillo ha illustrato copertine per case editrici internazionali tra cui: Marvel comics, DC Comics, Dynamite, fumetti come: The Hulk, Thor, Spiderman, X-Men, Batman, Cat Woman, Wolverine, Vampirella, Red Sonja, Coven 2 ed Eternal Temptation, e ha realizzato anche l'artwork per la serie Empire Eternel.
Ha realizzato copertine per Skorpio, Lennox, e Lord of the Jungle.
Il suo lavoro per Dungeons & Dragons include le copertine per Champions of Ruin (2005), interior art for Sharn: City of Towers (2004), Monster Manual III (2004), Eberron Campaign Setting (2004), Champions of Valor (2005), Spell Compendium (2005), Red Hand of Doom (2006), Tome of Magic (2006), Player's Handbook II (2006), Dragon Magic (2006), Expedition to Castle Ravenloft (2006), Rules Compendium (2007), la quarta edizione del Manuale dei Piani (2008), Thunderspire Labyrinth (2008), Pyramid of Shadows (2008) e Martial Power (2008).
Ha lavorato anche per i magazine Città, Color, e Lanciostory. Ha inoltre illustrato alcuni videogiochi, locandine di film e character design per importanti produzioni cinematografiche.
Gli esordi di Lucio Parrillo si sono tenuti sulle pagine della fanzine di parodie Big Comics (in seguito, ribattezzata come Zero Press).